# Podabacia
Podabacia es un género de corales de la familia Fungiidae, orden Scleractinia.

## Especies
El Registro Mundial de Especies Marinas reconoce las siguientes especies, siendo valoradas algunas de ellas por la Lista Roja de Especies Amenazadas:
- Podabacia crustacea (Pallas, 1766) . Estado: Preocupación menor
- Podabacia kunzmanni Hoeksema, 2009 - Estado: No evaluada
- Podabacia lankaensis Veron, 2000 . Estado: No evaluada
- Podabacia motuporensis Veron, 1990 - Estado: Casi amenazada
- Podabacia sinai Veron, 2000 - Estado: Datos deficientes

Especies reclasificadas por sinonimia: 
- Podabacia dentata (Quelch, 1884) aceptada como Sandalolitha dentata Quelch, 1884
- Podabacia dispar Verrill, 1901 aceptada como Lithophyllon undulatum Rehberg, 1892
- Podabacia elongata Ma, 1937 aceptada como Lithophyllon undulatum Rehberg, 1892
- Podabacia involuta Van der Horst, 1921 aceptada como Podabacia crustacea (Pallas, 1766)
- Podabacia lobata Van der Horst, 1921 aceptada como Lithophyllon undulatum Rehberg, 1892
- Podabacia philippinensis Studer, 1901 aceptada como Halomitra pileus (Linnaeus, 1758)
- Podabacia robusta Quelch, 1886 aceptada como Sandalolitha robusta (Quelch, 1886)

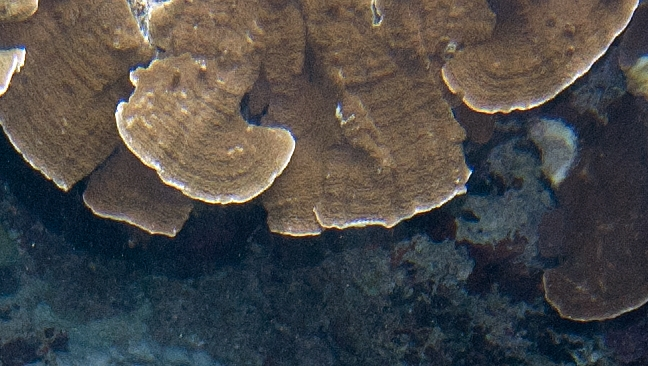
Colonia foliosa de (probable) P. motuporensis
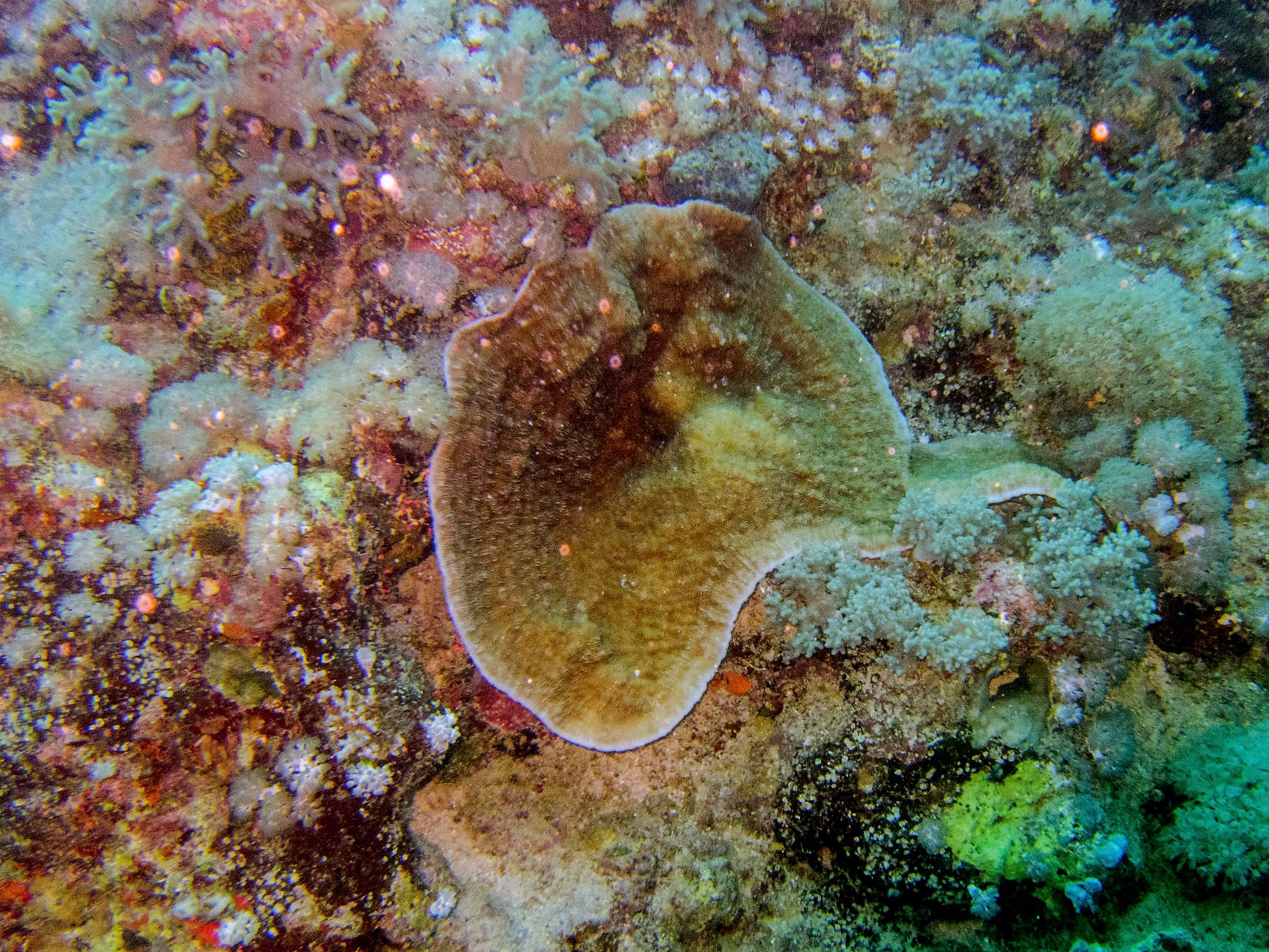
Colonia joven de P. sinai en el mar Rojo
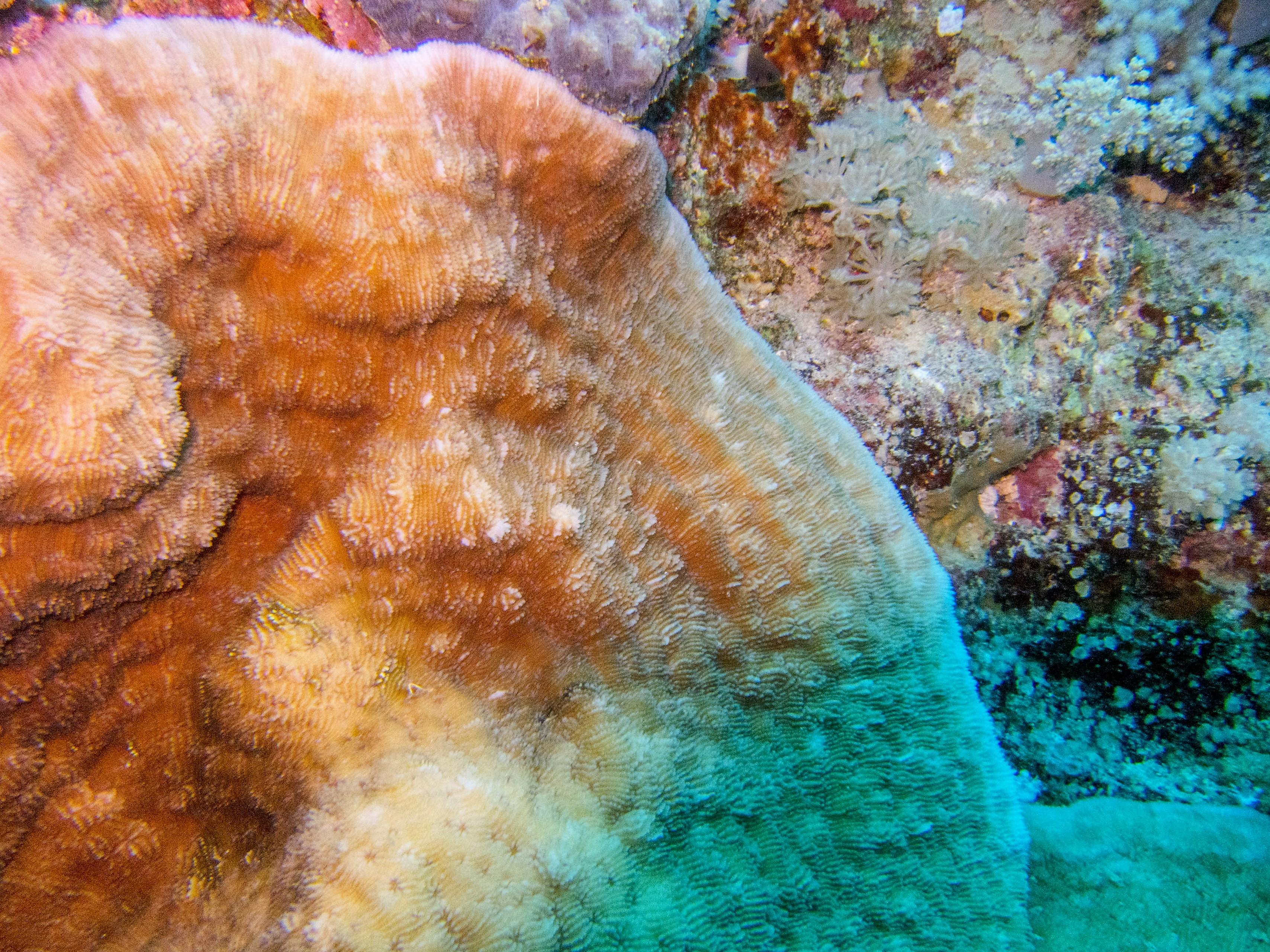
Detalle de rugosidades y coralitos de P. sinai
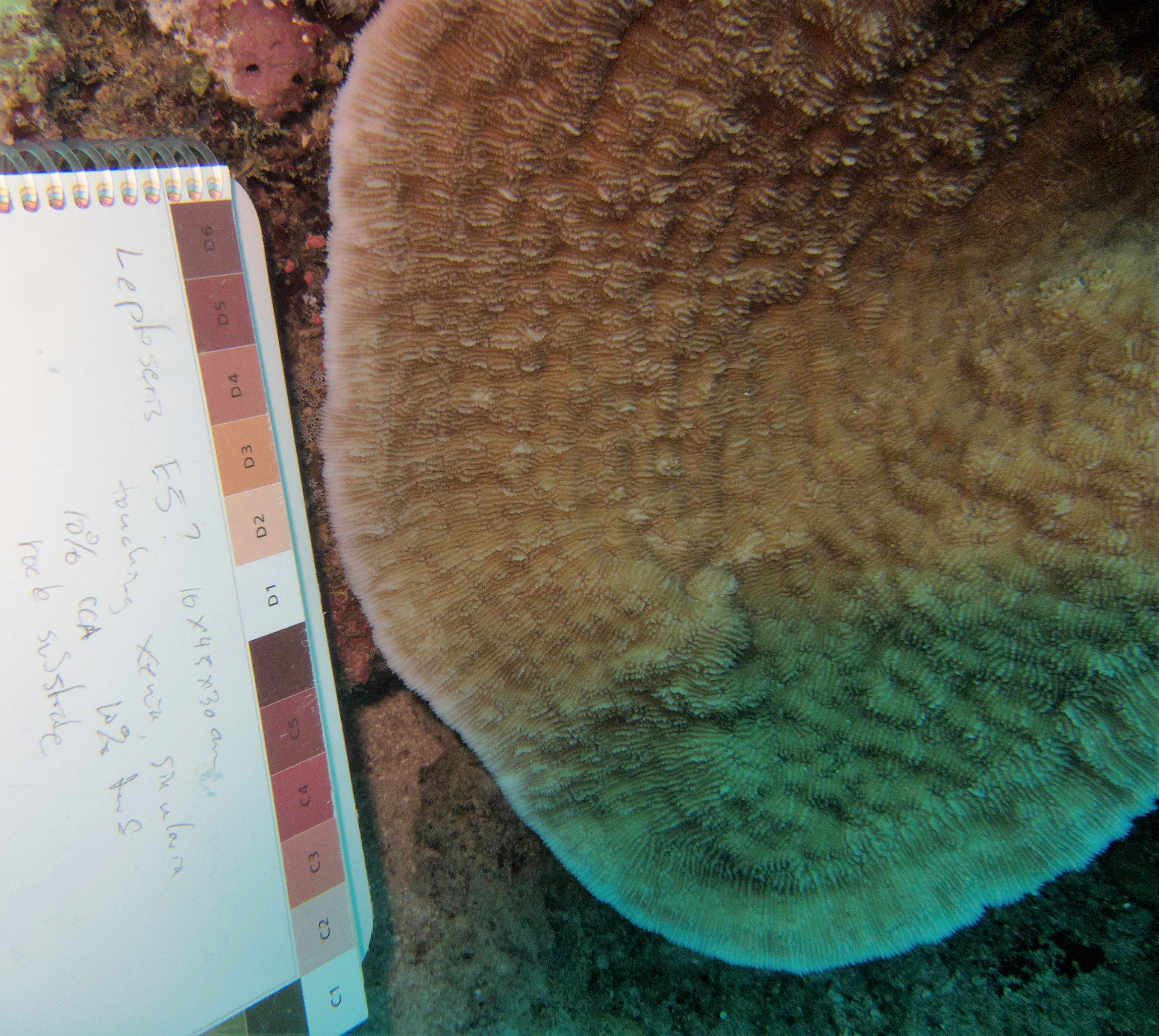
Prueba cromática in situ de P. sinai, Arabia Saudí
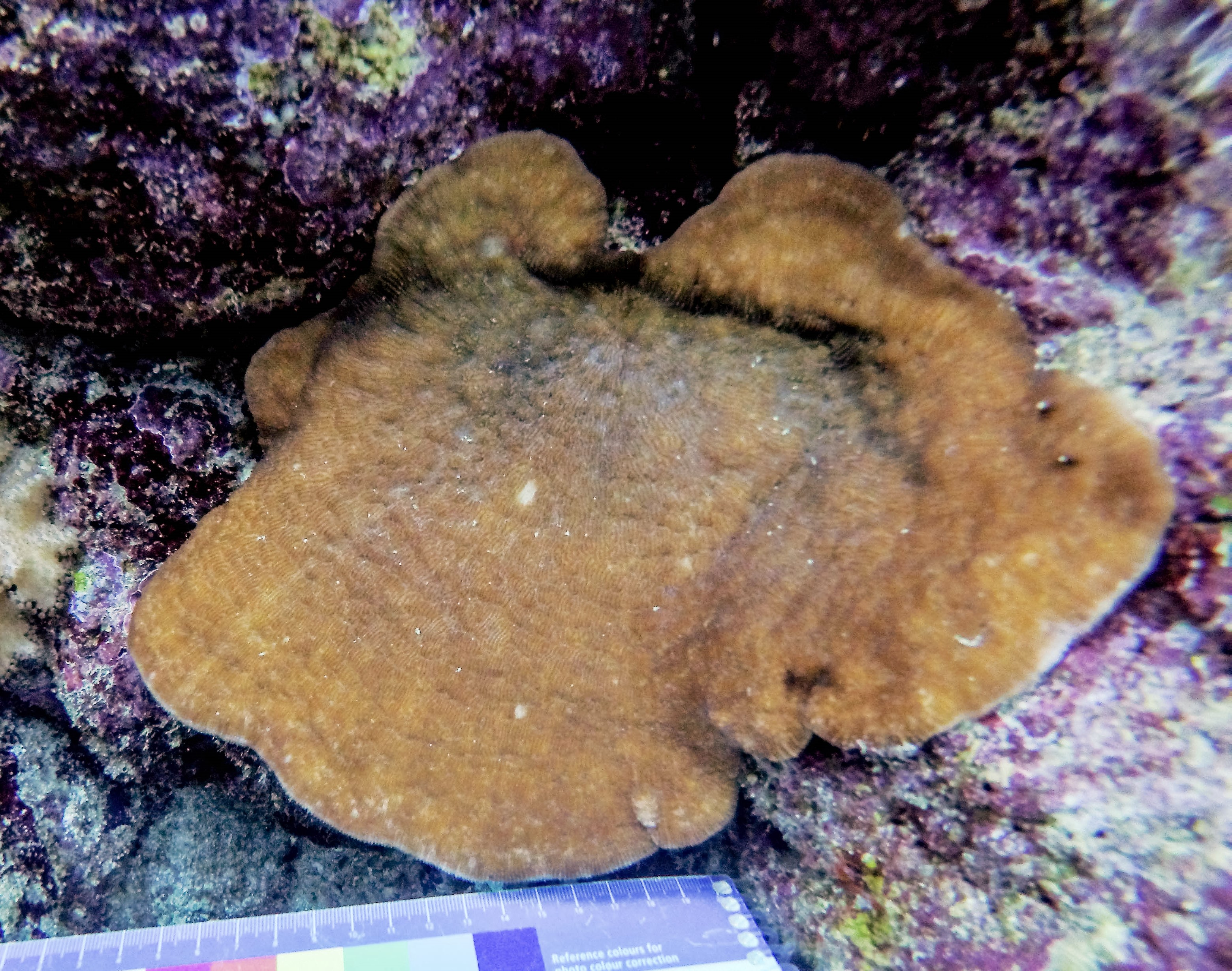
Colonia de P. sinai en el mar Rojo
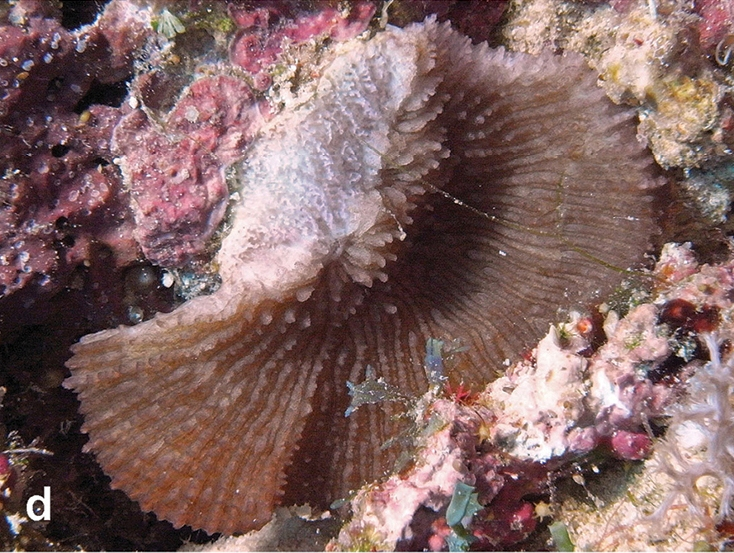
Colonia de P. sinai con el coralum parcialmente fragmentado, islas Spratly

## Morfología
Las colonias pueden desarrollarse en forma de copa, incrustantes o laminares, en ocasiones con láminas superpuestas en varios niveles. Están ancladas al sustrato, y tienen varias bocas. El muro del coralum está perforado y cubierto de granulaciones 
El coralito tiene septos con denticiones finas y lobuladas, y sus lados están cubiertos de granulaciones dispersas irregularmente. Los costae están recubiertos de finas protuberancias espinosas.
Tienen tentáculos pequeños que normalmente extienden solo por la noche. Su coloración varía del marrón al gris, usualmente con los márgenes pálidos.
Sus tamaños oscilan dependiendo de la especie, en el caso de P. crustacea pueden alcanzar los 100 cm

## Alimentación
Los pólipos contienen algas simbióticas; mutualistas (ambos organismos se benefician de la relación) llamadas zooxantelas. Las algas realizan la fotosíntesis produciendo oxígeno y azúcares, que son aprovechados por los pólipos, y se alimentan de los catabolitos del coral (especialmente fósforo y nitrógeno). Esto les proporciona entre el 75 y el 95% de sus necesidades alimenticias. El resto lo obtienen atrapando plancton mediante sus tentáculos urticantes.

## Reproducción
Como todos los corales duros, se reproducen tanto sexual como asexualmente. En la reproducción sexual expulsan esperma y huevos al tiempo, consiguiendo la fertilización externa. El óvulo fecundado evoluciona a larva plánula, que deambula por la columna de agua hasta fijarse en el sustrato, entonces comienza su metamorfosis a pólipo, y a secretar su esqueleto de carbonato cálcico, aragonita. 
En la reproducción asexual, el pólipo primario se reproduce por gemación, y así sucesivamente, dando origen a la colonia.

## Hábitat y distribución
Sus especies se distribuyen en aguas del océano Indo-Pacífico, desde las costas orientales de África, incluido el mar Rojo, hasta las islas del Pacífico central.
Suelen encontrarse en laderas del arrecife, de aguas superficiales, protegidas y soleadas, aunque se encuentran en la mayor parte de entornos arrecifales.
Su rango de profundidad es de 3 a 20 metros, aunque se reportan localizaciones entre 1,5 y 368. Su rango de temperaturas está, al menos, entre 24.16 y 27.58 °C.